# Монреаль, Иветт
Иветт Монреаль (англ. Yvette Monreal; род. 9 июля 1992, Лос-Анджелес, Калифорния, США) — американская кино- и телеактриса мексиканского и чилийского происхождения.

## Биография
Наибольшую известность Монреаль получила по роли супергероини Йоланды Монтес / Дикой кошки, которую она исполняет с 2020 года в телесериале «Старгёрл», впервые появившись в данной роли в том же году в кроссовер-эпизоде «Кризис на бесконечных Землях: Часть пятая» телесериала «Легенды завтрашнего дня». Кроме того, актриса известна по роли Габриэлы, приёмной дочери Джона Рэмбо, в фильме «Рэмбо: Последняя кровь» (2019), за которую удостоилась Национальной премии кино и телевидения США в категории «Лучшая актриса второго плана», а также по роли Сенны Галан в телесериале «Матадор» (2014), созданном при участии Роберта Родригеса.

## Фильмография
| Год       |     | Русское название           | Оригинальное название | Роль                         |
| --------- | --- | -------------------------- | --------------------- | ---------------------------- |
| 2013      | с   | Гарпии                     | Harpies               | Темперанс                    |
| 2013—2014 | вс  | Горки                      | Chutes                | Оливия                       |
| 2014      | с   | Неуклюжая                  | Awkward               | девушка                      |
| 2014      | кор | Кейси                      | Casey                 | Кейси                        |
| 2014      | с   | Матадор                    | Matador               | Сенна Галан                  |
| 2014      | тф  | Убегай                     | Runaway               | Джози                        |
| 2014—2015 | с   | Фальсификация              | Faking It             | Рейган                       |
| 2014—2017 | с   | Фостеры                    | The Fosters           | Адриана Гутьеррес            |
| 2017      | ф   | Лоурайдеры                 | Lowriders             | Клаудия                      |
| 2018      | с   | Морская полиция: Спецотдел | NCIS                  | Майя Гусман                  |
| 2018      | ф   | Муссон                     | Monsoon               | Кейтлин                      |
| 2018      | ф   | Жил-был супергерой         | Once Upon a Superhero | Фрэнки                       |
| 2019      | ф   | Рэмбо: Последняя кровь     | Rambo: Last Blood     | Габриэла                     |
| 2020      | с   | Легенды завтрашнего дня    | Legends of Tomorrow   | Йоланда Монтес / Дикая кошка |
| 2020—2022 | с   | Старгёрл                   | Stargirl              | Йоланда Монтес / Дикая кошка |